# Bejeweled (série)
Bejeweled é uma série de jogos eletrônicos de combinação de peças criados pela PopCap Games. O jogo foi inicialmente lançado para navegadores em 2001, seguido por cinco sequências: Bejeweled 2 (2004), Bejeweled Twist (2008), Bejeweled 3 (2010), Bejeweled Legend (2012, apenas no Japão), Bejeweled Stars (2016) e Bejeweled Champions (2020). Mais de 300 milhões de unidades de Bejeweled foram vendidas.

## Jogos

### Série principal
- Bejeweled (2001)
- Bejeweled 2 (2004)
- Bejeweled 3 (2010)

### Spin-offs
- Bejeweled Twist (2008)
- Bejeweled Blitz (2010)
- Bejeweled Legend (2012) (apenas no Japão)
- Bejeweled Stars (2016)
- Bejeweled Champions (2020)

## História
O nome original de Bejeweled era Diamond Mine, um jogo que tinha como tema mineração. O jogo teve inspiração de um jogo chamado Colors Game, além de inspirações indiretas como Shariki. Colors Game era um jogo de combinar três, sem efeitos sonoros, animações nem gráficos. Por isso, a PopCap Games decidiu fazer um jogo melhorado, que foi Bejeweled.
| 2001 | Bejeweled                       |
| 2002 |                                 |
| 2003 |                                 |
| 2004 | Bejeweled 2                     |
| 2005 |                                 |
| 2006 |                                 |
| 2007 |                                 |
| 2008 | Bejeweled Twist Bejeweled Blitz |
| 2009 |                                 |
| 2010 | Bejeweled 3                     |
| 2011 |                                 |
| 2012 |                                 |
| 2013 |                                 |
| 2014 |                                 |
| 2015 |                                 |
| 2016 |                                 |
| 2017 |                                 |
| 2018 |                                 |
| 2019 |                                 |
| 2020 | Bejeweled Champions             |